# 中国金币集团
中国金币集团有限公司，是中国人民银行直属的中华人民共和国唯一经营贵金属纪念币的行业性公司。

## 沿革
1987年，中国金币总公司成立。此后，该公司开拓贵金属纪念币市场，扩大经销网络。在香港设海外经销中心——中国长城硬币投资有限公司，并且和亚洲、欧洲、美洲的钱币经销商及银行广泛建立了合作关系；在北京、深圳、上海分设三家直属的国内经销中心：北京开元中国金币经销中心、中国金币深圳经销中心、上海金币投资有限公司；创建了专门从事贵金属纪念币生产的造币企业——深圳国宝造币有限公司，和专门从事金币文化传播的机构——北京新文时代金币文化传播有限公司。中国金币总公司先后推出了熊猫金币、生肖币，并为2008年北京奥运会推出奥运币。
2007年4月，中国金币总公司迁入新办公楼。2007年8月28日，中国金币总公司成立20周年纪念日当天，举行了“中国金币总公司成立20周年暨中国贵金属纪念币展览室揭幕仪式”。2021年11月10日，中国金币总公司于改制为有限责任公司（法人獨資），名称变更为中国金币集团有限公司。

## 历任领导
| 董事长 - 李龙（？—2010年6月，兼董事会党组书记） - 邵长年（2010年6月—2012年11月，兼董事会党组书记） - 徐联初（2012年11月—2016年9月，兼董事会党组书记） - 张汉桥（2016年9月—？，兼董事会党组书记） - 牟善刚（2018年7月—2021年12月，兼董事会党组书记） - 焦瑾璞（2022年10月—，兼董事会党组书记） | 党委书记 …… - 李龙（？—2005年） - 单建生（2005年12月—2012年6月） - 张汉桥（2012年6月—2016年9月） - 牟善刚（2017年11月—2021年12月） - 焦瑾璞（2022年10月—） | 总经理 - 贡清栋（？—？） - 尹成友（1994年4月—？） - 皮执凯（？—？） - 单建生（2003年12月—2012年6月） - 张汉桥（2012年6月—2016年9月） - 牟善刚（2017年11月—2019年） - 井军（2019年—） |